# Araneus albiaculeis
Araneus albiaculeis là một loài nhện trong họ Araneidae.
Loài này thuộc chi Araneus. Araneus albiaculeis được Embrik Strand miêu tả năm 1906.